# Els ulls del germà etern
Els ulls del germà etern. Una llegenda (títol original en alemany: Die Augen des ewigen Bruders. Eine Legende) és una novel·la breu de l'escriptor austríac Stefan Zweig. Va ser editada per Insel-Bücherei l'any 1922.

## Argument
L'obra narra el camí d'un guerrer anomenat Virata cap a la purificació. Davant d'un gran esdeveniment en el qual ha de prendre una determinació, la inacció el llançarà per diverses etapes com a guerrer, jutge, noble, anacoreta, a la recerca de la llibertat i la tranquil·litat d'esperit. Al final descobrirà que només qui és útil és lliure: qui dona la seva voluntat a un altre i la seva energia a una labor.